# 天璽·天
天璽．天（英語：Cullinan Sky）位於香港九龍啟德協調道10號，項目分兩期發展，合共提供1490伙單位，鄰近啟德站，屬區內最高住宅項目。
發展商為新鴻基地產, 屬旗下啟德「地王」項目。項目由梁黃顧建築師(香港)事務所有限公司負責，承建商為怡輝建築有限公司，管理公司為Infinite Carat Living Limited。小學校網為34。中學為九龍城區。預計日期為入伙日期為2025年6月30日。

## 歷史
天璽．天所在的地皮，即啟德1F區1號，2018年3月招標，於同年5月批出，新地力壓其餘4間入標財團奪得，地盤面積約178,209方呎，地價高達251.6億元，以可建樓面約141萬方呎計，折合每方呎樓面地價17,776元，創住宅官地中標價最高紀錄。

## 住宅
天璽•天位於啟德城商住核心地段，鄰近啟德車站廣場，設有基座商場及地庫，住戶可經商場直落啟德港鐵站，並且經行人隧道前往AIRSIDE商場。
住宅實用面積為236呎至3936呎，單位涵蓋開放式至四房間隔，亦備有特色單位。樓層高度由2.85至4米不等。
大廈座數：3座
大廈層數：33至38層 (不設4樓、13樓、14樓、24樓、29樓、34樓及44樓)
- 第3座(Elite Zone): 5樓至12樓、15樓至23樓、25樓至28樓
- 第3座(Peak Tower): 32樓至33樓、35樓至43樓、45樓至50樓

- 第5座(Elite Zone): 5樓至12樓、15樓至23樓、25樓至30樓
- 第5座(Pinnacle Tower): 32樓至33樓及35樓至42樓

- 第6座(Elite Zone): 5樓至12樓、15樓至23樓、25樓至30樓
- 第6座(Apex Tower): 32樓至33樓及35樓至42樓

## 會所
採用雙會所設計，設有3大區域，分別為「天中庭CLUB SKYLINK」、「Sky garden 空中花園」及「天上天 CLUB SKYWALK」，
會所連園林區域佔地約10萬平方呎。天中庭位處屋苑平台，設有池畔燒烤場及室內外泳池連兒童嬉水池。
另設有兒童專屬戶外天地「歷奇天地 Adventureland」。
天上天則為空中會所，位處屋苑30及31樓。當中包括兩個宴會廳及餐廳「星映宴 The Skyline Bar」。
亦配置了室內健身室「雲尚健身室 Sky Gym」及半戶外健身空間「雲尚走廊 Exercise Avenue」，
健身區域均設落地玻璃窗設計。另設有50米戶外無邊際泳池「星空泳池」，可俯瞰啟德城景。

## 外部連結
- 天璽．天官方網站 （页面存档备份，存于）